# Día de Internet
El Día de Internet es una efeméride en la que se celebra en España y en algunos países de Latinoamérica (México, Perú, Chile, Paraguay, Argentina, España, Colombia, Uruguay, Ecuador, El Salvador, Bolivia, Venezuela y República Dominicana) el 17 de mayo para conmemorar el Día Mundial de Internet. 
El Día de Internet se celebró por primera vez el 25 de octubre de 2005 impulsado por la Asociación de Usuarios de Internet. Poco tiempo después, la Cumbre de la Sociedad de la Información celebrada en Túnez en noviembre de 2005, decidió proponer a la ONU, a instancia de la Asociación de Usuarios de Internet, un Día Mundial de Internet para celebrarlo globalmente en todo el planeta. 
La ONU acordó fijar el 17 de mayo, día dedicado a las Telecomunicaciones, añadiéndole el Día Mundial de la Sociedad de la Información, para promover la importancia de las TIC y los diversos asuntos relacionados con la Sociedad de la Información planteados en la CMSI. La Asamblea General adoptó en marzo de 2006 una Resolución (A/RES/60/252) por la que se proclama el 17 de mayo como Día Mundial de la Sociedad de la Información todos los años.

## La idea
La iniciativa del Día de Internet surgió por iniciativa de la Asociación de Usuarios de Internet  de España como un proyecto en red de la sociedad, por la sociedad y para la sociedad con el objetivo de dar a conocer las posibilidades de las nuevas tecnologías para mejorar el nivel de vida, a la que se sumaron diferentes asociaciones españolas que veían con interés el compartir en una fecha lo que cada uno hace para acercar la Sociedad de la Información (SI) a todos los ciudadanos.
Alrededor de esta fecha, 17 de mayo, se celebran por todo el mundo diversas actividades y eventos para promover las ventajas y el buen uso de Internet entre todos los colectivos.

## Desarrollo
La celebración del Día de Internet en su primera edición tuvo lugar el 25 de octubre de 2005 en España. En esa fecha, se llevaron a cabo más de 400 eventos en más de 8.000 emplazamientos de 31 provincias de las 17 comunidades autónomas. Más de 200 entidades públicas y privadas suscribieron la Declaración de Principios para construir la Sociedad de la Información, en representación de más de un millón de ciudadanos.
En España la organización del Día de Internet está formada la Oficina Técnica (Asociación de Usuarios de Internet), el Comité de Impulso, donde se integran los agentes sociales más relevantes (Administraciones, asociaciones, federaciones, universidades, colegios, sindicatos, partidos políticos,...); los Promotores, que desarrollan eventos y actividades; los Patrocinadores que, con sus aportaciones económicas, facilitan la financiación del proyecto y los Comunicadores, que contribuyen a la difusión del mismo. Entre las actividades más destacas se encuentra el Acto Central del Día Mundial Central, acto que se realiza cada año en el Senado de España en el que expertos invitados dan su punto de vista y debaten sobre un tema relacionado con Internet; o los Premios de Internet, galardones que reconocen las iniciativas, personas u organizaciones que más han destacado en el mundo digital.
En Latinoamérica la iniciativa del Día Mundial de Internet también tuvo gran acogida, es así que hoy se encuentran vinculadas la Asociación Colombiana de Usuarios de Internet, la Asociación Mexicana de Internet, la Asociación Argentina de Usuarios de Internet (Internauta Argentina), la Asociación Chilena de Usuarios de Internet, en Ecuador y Perú es organizado y coordinado por REIDTIC, en El Salvador es organizado y coordinado durante toda una semana, por Conexión  y SVNet , y en Venezuela la oficina técnica es llevada por Manos por la Niñez y adolescencia.
En Colombia la Asociación Colombiana de Usuarios de Internet tiene como misión institucional promover la difusión, conocimiento, uso y aprovechamiento de las Tecnologías de Información y Comunicaciones y en particular de Internet en el país.
Chile está presente desde el primer año que comenzó la iniciativa (2005), siendo el primer país a nivel latinoamericano en impulsar y celebrar el Día de Internet. En Chile la organización que se encarga de desarrollar este evento es Internauta Chile, quien mediante un Congreso, la entrega de los Premios Internauta y eventos a nivel nacional han logrado posicionar esta actividad. De Internauta Chile han surgidos proyectos como los Hermanamientos Digitales, la campaña Hablemos el mismo e-dioma, ciclos de Cine Geek itinerante, las Academias de Cibervoluntarios y Corresponsales Web, la Unidad Coordinadora de la Sociedad de la Información, entre otros. Destaca la entrega de los Premios Internauta, galardón que se entrega a las iniciativas tecnosociales que se desarrollan en el País.
En la Argentina, se llevan a cabo jornadas (presenciales y virtuales) que cuentan con una nutrida agenda de conferencias por internet con foros de debate y chats en vivo con reconocidos expertos nacionales e internacionales y un ambiente colaborativo en línea de interacción.
En Bolivia, se desarrollan charlas sobre logros utilizando internet, teniendo presente que Bolivia es el país donde el internet es el más lento del mundo y el más caro de Sudamérica.

## Participación
Todo el mundo está invitado a participar en el Día de Internet. Hay diversas formas de participar y contribuir. En muchas ciudades se realizan eventos que conmemoran dicho día, organizados por empresas, administraciones y organizaciones de cualquier tipo y tamaño, que deben cumplir las siguientes condiciones:
- Que acerque la Sociedad de la Información a todos los ciudadanos.
- Que su realización principal suceda el 17 de mayo.
- Que se dé a conocer en www.diadeinternet.org.

## Antecedentes
Esta celebración tiene su primer antecedente en la celebración del Día Mundial de las Telecomunicaciones una efeméride centrada en esta profesión y sus profesionales, posteriormente en la década de los 90 en Estados Unidos celebraron el “Internet Day” con el objetivo concreto de dedicar una jornada festiva a cablear las escuelas y dejó de celebrarse en el momento en que se solucionó este problema.
A mediados de los años 90 surge en Francia La fête de l’internet, acontecimiento que se sigue celebrando anualmente a mediados de marzo de cada año y centrado en los países francófonos.[cita requerida]
La Unión Europea instauró en el año 2004 el Safer Internet Day con el objetivo de dar a conocer como hacer una Internet más segura y confiable. Esta acción apoyada por varios países de la UE repitió su realización en el año 2005.
La iniciativa del Día de Internet surge, en España, en el año 2004, a partir de una propuesta de la Asociación de Usuarios de Internet, a la que se suman diferentes organizaciones, teniendo su primera celebración del Día de Internet de 2005 el 25 de octubre de este año con notable éxito de participación.[cita requerida]
Artículo 121 del documento de conclusiones de la Cumbre Mundial de la Sociedad de la Información, celebrada en Túnez:

Es necesario contribuir a que se conozca mejor Internet para que se convierta en un recurso mundial verdaderamente accesible al público. Hacemos un llamamiento para que la AGNU declare el 17 de mayo Día Mundial de la Sociedad de la Información, que se celebrará anualmente y servirá para dar a conocer mejor la importancia que tiene este recurso mundial en las cuestiones que se tratan en la Cumbre, en especial, las posibilidades que puede ofrecer el uso de las TIC a las sociedades y economías, y las diferentes formas de colmar la brecha digital.